# Palača Garagnin-Fanfogna u Trogiru
Palača Garagnin-Fanfogna, srednjovjekovna plemićka palača u Trogiru, zaštićeno kulturno dobro.

## Opis
Smještena je na adresi Gradska vrata 4. Palača Garagnin-Fanfogna u Trogiru nasuprot kopnenih vrata je sklop romaničkih i gotičkih kuća objedinjen restauracijom stare i nove kuće Garagnin u drugoj pol. 18. st. po projektu Ignacija Macanovića. Na zapadnom kraju sklopa je kula nad svođenim prolazom nad ulicom. Kamena dvokatnica nasuprot sjevernih gradskih vrata ima u prizemlju monumentalni kasnobarokni profilirani portal s grbom obitelji. Na sjeveroistočnom uglu bloka je cisterna s terasom. Unutrašnje dvorište trapezna oblika ima izvorni barokni pločnik. Južna jednokatnica s vanjskim stubištem, nekad gospodarske namjene, danas je u funkciji gradskog lapidarija.

## Zaštita
Pod oznakom Z-5065 zavedena je kao nepokretno kulturno dobro - pojedinačno, pravna statusa zaštićena kulturnog dobra, klasificirano kao "profana graditeljska baština".

## Vanjske poveznice
|  | Zajednički poslužitelj ima još gradiva o temi Palača Garagnin-Fanfogna u Trogiru |